# Hyacinthe Boniface
Hyacinthe Boniface (né le 14 octobre 1612 et mort le 22 juillet 1699 à Aix) est avocat à la cour de Aix.

## Biographie
Hyacinthe Boniface épouse le 20 novembre 1637, assisté de son oncle, Me Louis de Leydet sieur de Fombeton, conseiller au Parlement de Provence, Marguerite de Philip fille de feu Me Antoine, procureur au siège de Forcalquier, et de Jeanne de Leydet, assistée de ses oncles, Jean de Leydet sieur de Sigoyer, conseiller au Parlement, Pierre de Leydet sieur de Calissane, Louis de Leydet sieur de Planet, viguier de Sisteron, Pierre de Leydet prêtre à la Majeure de Marseille.
En second mariage à Marseille le 29 octobre 1659, il épouse Jeanne de Chabaud, fille de Guillaume de Chabaud et d’Anne Gache.
Seigneur en partie de Vachères qu'il acquiert par donation de son cousin Jean de Vachères le 8 octobre 1633, il se retire avec sa femme à Aix où il vit avec la réputation d’un célèbre jurisconsulte, auteur de la Compilation des arrêts de la chambre des comptes du Parlement de Provence.
Syndic de la ville d’Aix, recteur de l'université, il est maintenu dans sa noblesse par jugement du 2 août 1669. Il meurt le 22 juillet 1699 à Aix, et est inhumé au monastère des Récollets. 